# یواس‌اس پرتیز (ای‌کی‌ای-۱۰۲)
یواس‌اس پرتیز (ای‌کی‌ای-۱۰۲) (به انگلیسی: USS Prentiss (AKA-102)) یک کشتی بود که طول آن ۴۵۹ فوت ۲ اینچ (۱۳۹٫۹۵ متر) بود. این کشتی در سال ۱۹۴۴ ساخته شد.